# Joan Oumari
Joan Noureddine Oumari, född 19 augusti 1988, är en libanesisk fotbollsspelare som spelar för FC Tokyo. Oumari har även spelat för libanesiska landslaget.

## Klubbkarriär
Den 10 januari 2020 värvades Oumari av FC Tokyo.

## Landslagskarriär
Oumari debuterade för Libanons landslag den 6 september 2013 i en 2–0-vinst över Syrien, där han blev inbytt i den 55:e minuten mot Bilal Najjarine.
Den 5 juni 2021 gjorde Oumari två mål i en 3–2-vinst över Sri Lanka i kvalspelet till världsmästerskapet i fotboll 2022.